# Stiftskirche (Pfaffen-Schwabenheim)

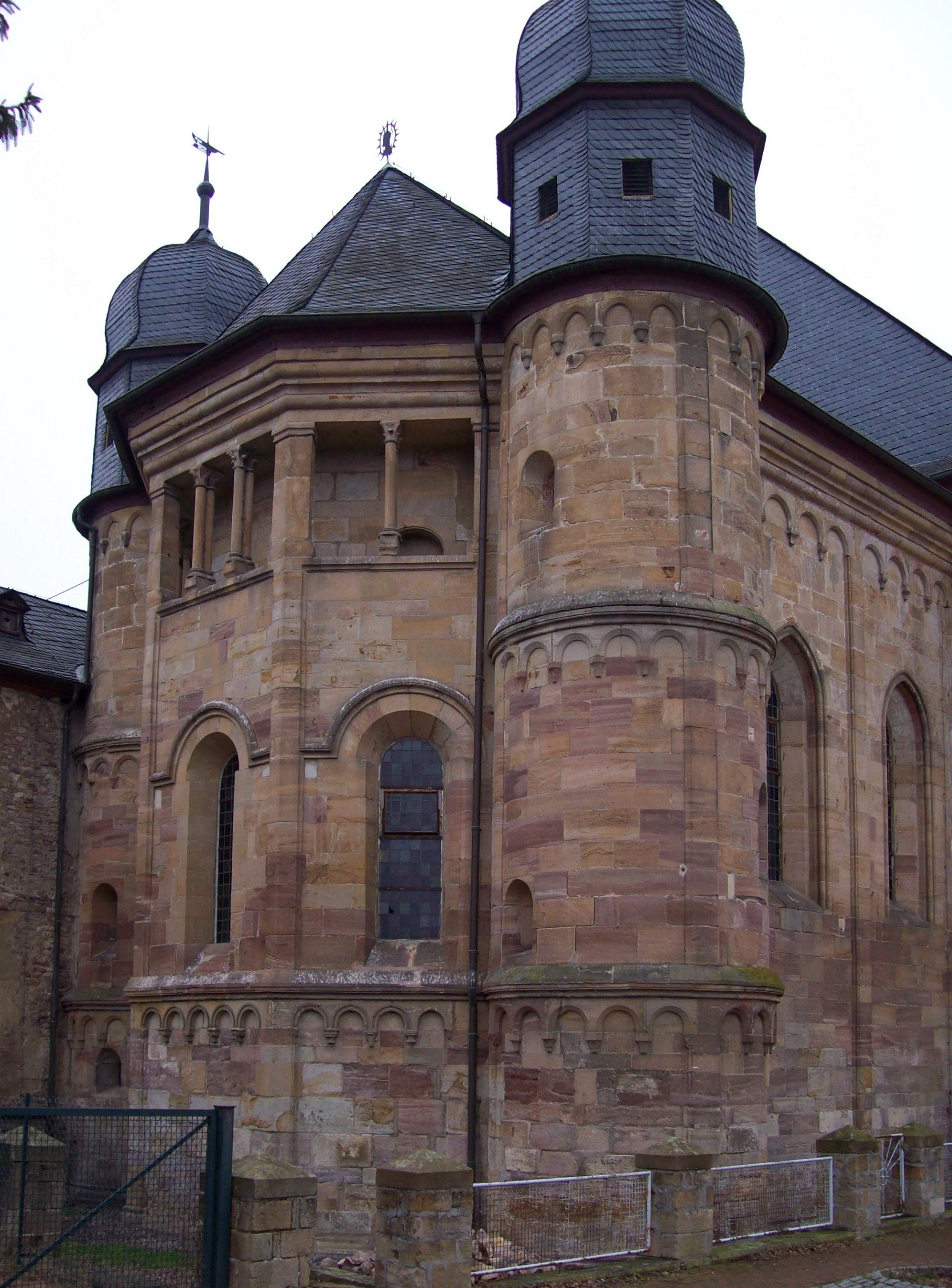
Stiftskirche St. Mariä Himmelfahrt, spätromanischer Chor

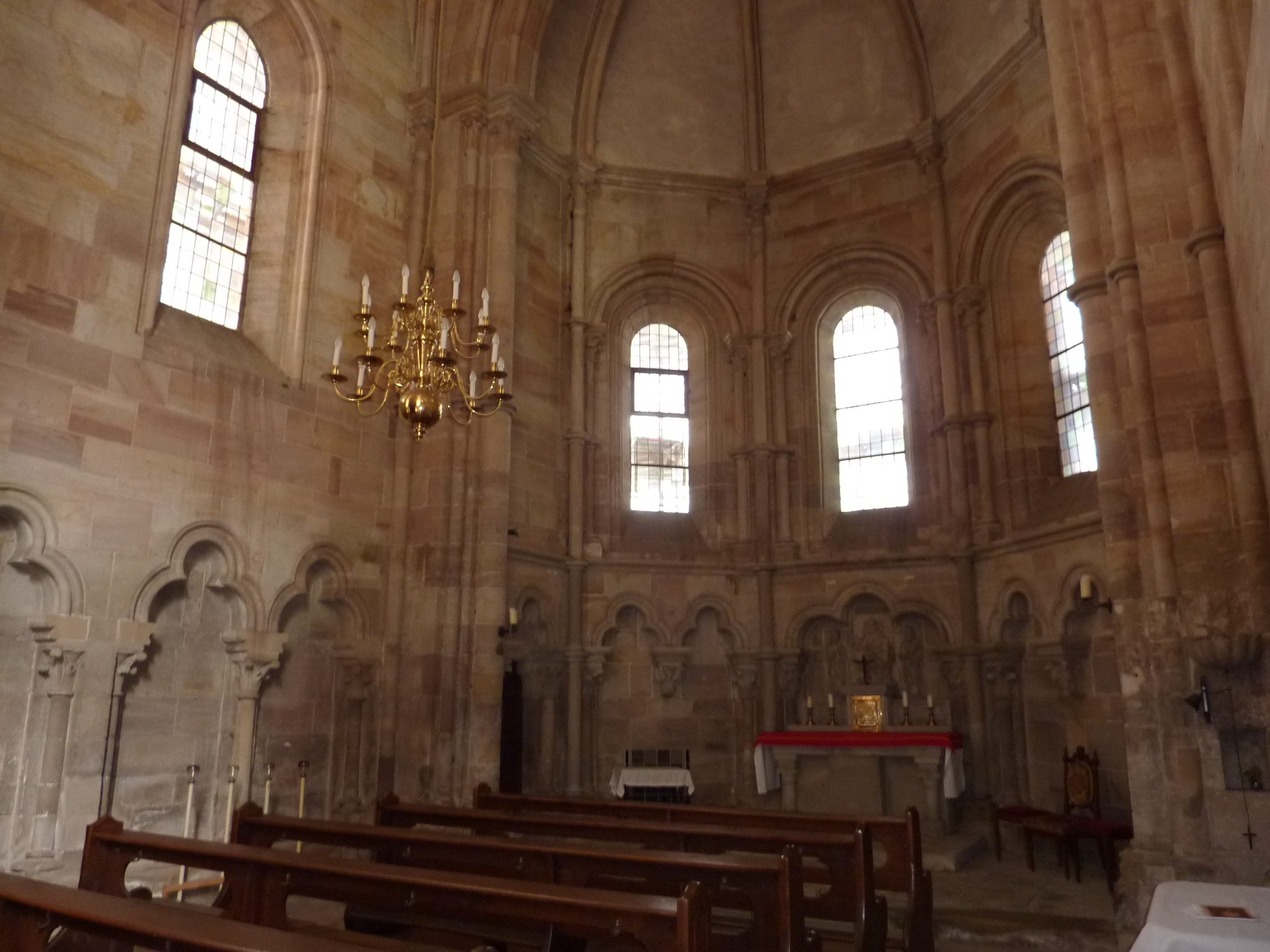
Blick in den Chor

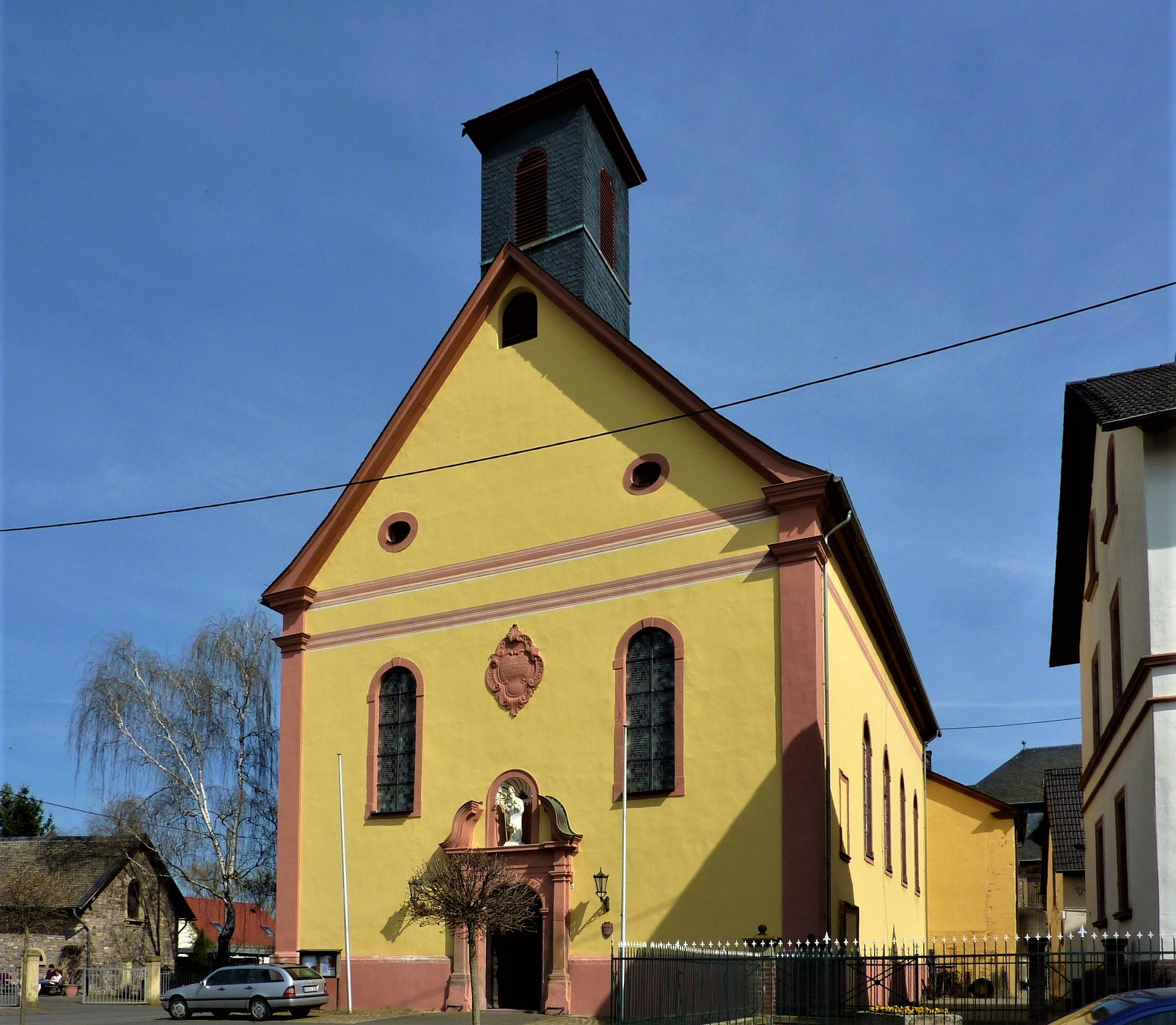
Westfassade

Die katholische Stiftskirche St. Mariä Himmelfahrt (sog. Klosterkirche) ist die ehemalige Propsteikirche des Augustiner-Chorherrenstiftes Pfaffen-Schwabenheim und heute ein denkmalgeschütztes Kirchengebäude im Marien-Wallfahrtsort Pfaffen-Schwabenheim. 

## Stellenwert
Der mächtige, ortsbildprägende Ostbau der Stiftskirche ist einer der bemerkenswertesten Chorabschlüsse in Rheinland-Pfalz. In ihm verbinden sich ober- und niederrheinische Spätromanik mit Elementen der aus Frankreich kommenden Gotik zu einer harmonischen Raumwirkung. Die spätromanischen Ostteile stehen deshalb auch unter dem Schutz der Haager Konvention zum Schutz von Kulturgut bei bewaffneten Konflikten und sind seit 2012 auch Förderprojekt der Deutschen Stiftung Denkmalschutz. Verwandte Bauten sind die Abteikirche (Offenbach am Glan) und die Marienkirche (Gelnhausen). Alle drei Kirchen liegen an der alten Handelsstraße zwischen Metz und Leipzig.

## Geschichte
Der als selig verehrte Graf Eberhard VI. von Nellenburg und seine Mutter Hedwig, Nichte Kaiser Heinrichs II., hatten das Kloster auf Eigengut um 1040 zunächst als Benediktinerinnenkloster gegründet. Hedwig zog sich als geweihte Witwe hierher zurück. Die erste Kirchweihe erfolgte durch Papst Leo IX., einen Vetter Hedwigs. Dies geschah wohl um den 17. Oktober 1049, als er auf der Durchreise von der Synode zu Reims zur Synode zu Mainz war.
1130 wurde das Kloster im Zuge des Wormser Konkordats an den Erzbischof von Mainz übergeben mit der Maßgabe, es in ein Augustiner-Chorherrenstift umzuwandeln.
Die Arbeiten zum spätromanischen Kirchenneubau wurden etwa 1230 zur Zeit des Regierungsantritts von Simon I., Graf der Vorderen Grafschaft Sponheim, begonnen, kamen aber 1260 zum Ende von dessen Regierungszeit nach Vollendung des Querhauses zum Erliegen; eine erste Weihe erfolgte in Simons Todesjahr, 1264. Die Schlussweihe der unvollendeten Kirche erfolgte erst unter dessen Enkel Johann II. am 23. April 1308. Ein Langhaus wurde im Mittelalter jedoch nie errichtet.
1566 widersetzten sich die Augustiner-Chorherren der Einführung der Reformation, woraufhin sie vertrieben und Turm und Querhaus der Kirche abgebrochen wurden. Von da an wurde die Kirche ausschließlich von der reformierten Gemeinde genutzt.

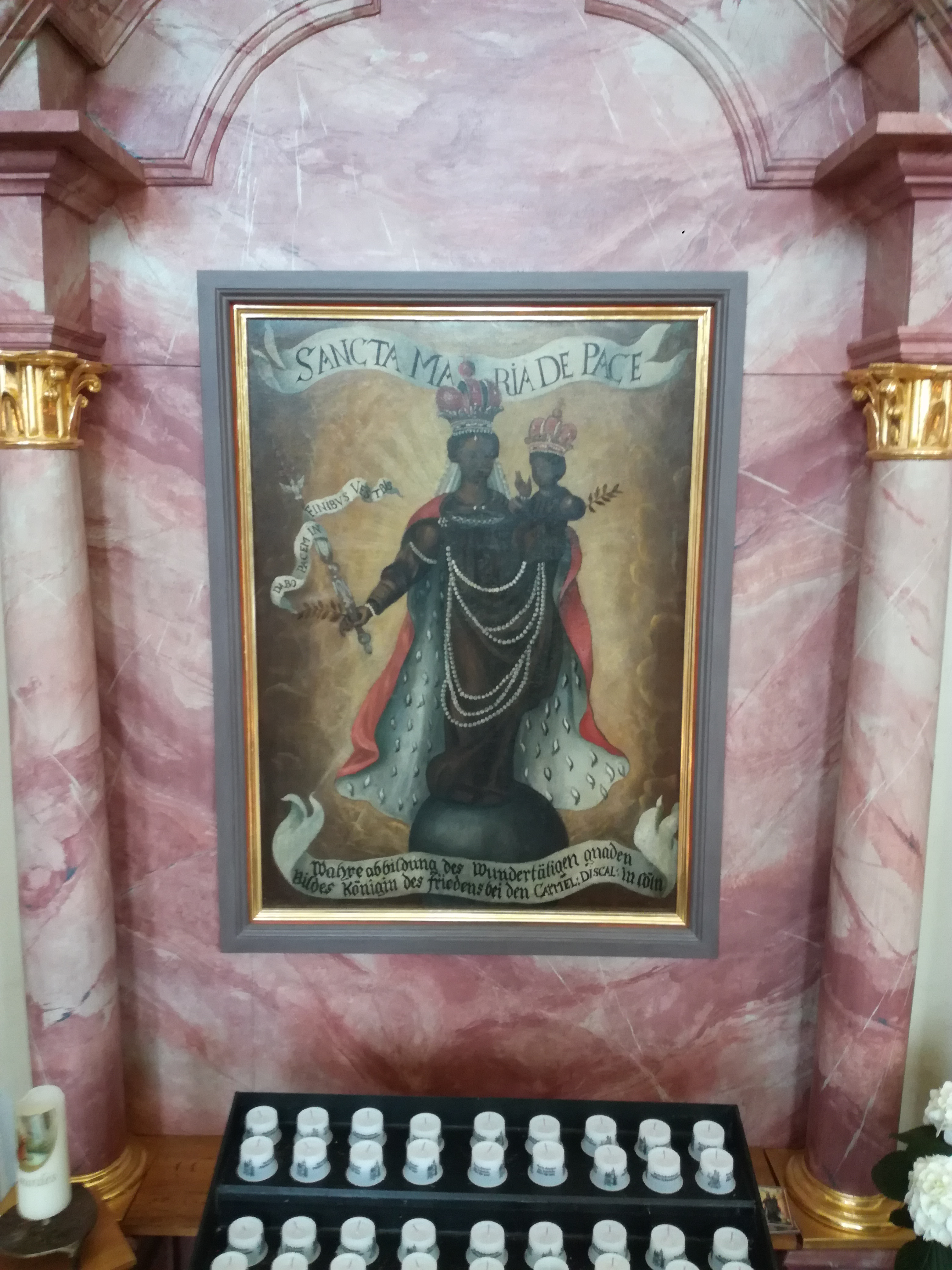
Gnadenbild Sancta Maria De Pace. Bildunterschrift: Wahre Abbildung des Wundertätigen gnaden Bildes Königin des Friedens bei den CARMEL. DISCAL. (unbeschuhten Karmelitinnen) in Cöln

Bei der Besetzung der Kurpfalz durch französische Truppen 1688 im Rahmen des Pfälzischen Erbfolgekrieges wurde die katholische Konfession wieder eingeführt. Nach Kriegsende und Rückgabe der besetzten Gebiete an Kurfürst Johann Wilhelm von Pfalz-Neuburg 1697 erfolgte eine Wiedererrichtung des Chorherrenstiftes und die Einrichtung eines Simultaneums. Die erneute Blüte des Stiftes im 18. Jahrhundert führte zu einem Anwachsen des Konventes auf 50 Mitglieder und zu reger Bautätigkeit. 1712 wurde die Restaurierung des heutigen Chores abgeschlossen, 1714 der neue barocke Hochaltar eingeweiht, 1716 das Chorgestühl (beides noch nicht am heutigen Platz im erst später fertig gestellten Langhaus) aufgestellt, um 1720 die Kanzel gebaut, 1723 die Sakristei angebaut und 1730 dieselbe mit prächtigem Einbauschrank versehen. 1760 setzte die Wallfahrt zum Gnadenbild Maria, Königin des Friedens ein, 1766 wurde die Erweiterung des Chores um ein schlichtes Langhaus in barockem Stil vorgenommen.

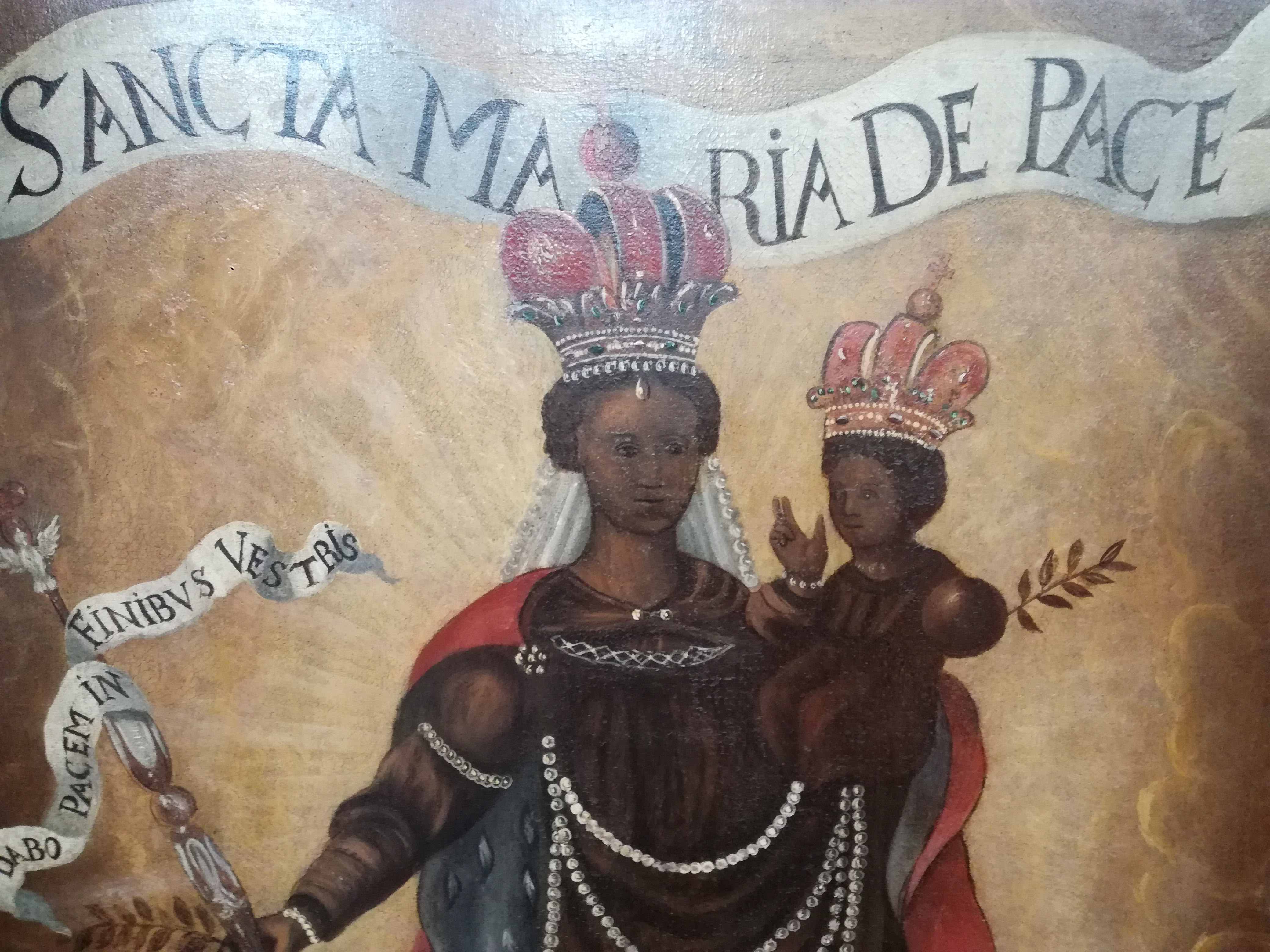
Gnadenbild Sancta Maria De Pace, Detail

1802 wurde das Stift im Zuge der Säkularisation unter Napoleon Bonaparte aufgelöst. 1808 wurde die Simultankirche im Zuge der zweiten Reorganisation des Bistums Mainz nach dem Reichsdeputationshauptschluss als Filialkirche sowohl der katholischen Pfarrei Badenheim als auch der evangelischen Pfarrei Bosenheim zugeordnet.
Gemäß einem Vertrag von 1904 ging 1910 das Alleineigentum auf die katholische Pfarrgemeinde über. Nach einer Restauration erfolgte am 5. August 1912 die erneute Weihe der Kirche. Die evangelische Gemeinde erhielt eine Abfindung von 20.000,-- Goldmark und baute nach Plänen von Friedrich Pützer eine eigene Kirche, die 1908 bezogen wurde und 2008 den Namen Gustav-Adolf-Kirche erhielt.

## Architektur
An ein spätbarockes saalförmiges Langhaus schließt sich ein spätromanischer Chor mit wenig eingezogener Apsis an, der von ca. 1230 bis 1248 errichtet wurde. Diese besteht aus fünf Seiten eines Achtecks. Drei dieser Seiten haben ein Fenster, die anderen beiden sind von Rundtürmen flankiert. Der Außenbau wird durch Lisenen und Rundbogenfriese gegliedert. Die Apsis ist mit großen rundbogigen Fenstern versehen; der Chor weist bereits spitzbogige Fenster auf. Das ca. 1248 begonnene und ca. 1260 vollendete Querhaus ist heute verschwunden. Die Kapitelle sind bemerkenswerte Zeugnisse der frühen Wiederverwendung des Zahneisens, das in Mitteleuropa erst wieder seit dem 13. Jahrhundert von Steinmetzen und Bildhauern verwendet wurde. Der spätbarocke Saal wurde 1762–1766 dem spätromanischen Chor angefügt und 1848 mit einem Dachreiter versehen.
Bei einer Renovierung 1963 wurden in den Chorgewölben historisierende Rankenmalereien und ein kurfürstliches Wappen des Johann Wilhelm von der Pfalz freigelegt. Das darunterstehende Chronodistichon weist auf das Jahr 1712 hin, in dem „durch göttliche Gnade und mit Zustimmung des Pfalzgrafen Johann Wilhelm die altehrwürdige Basilika wiederhergestellt worden ist“.

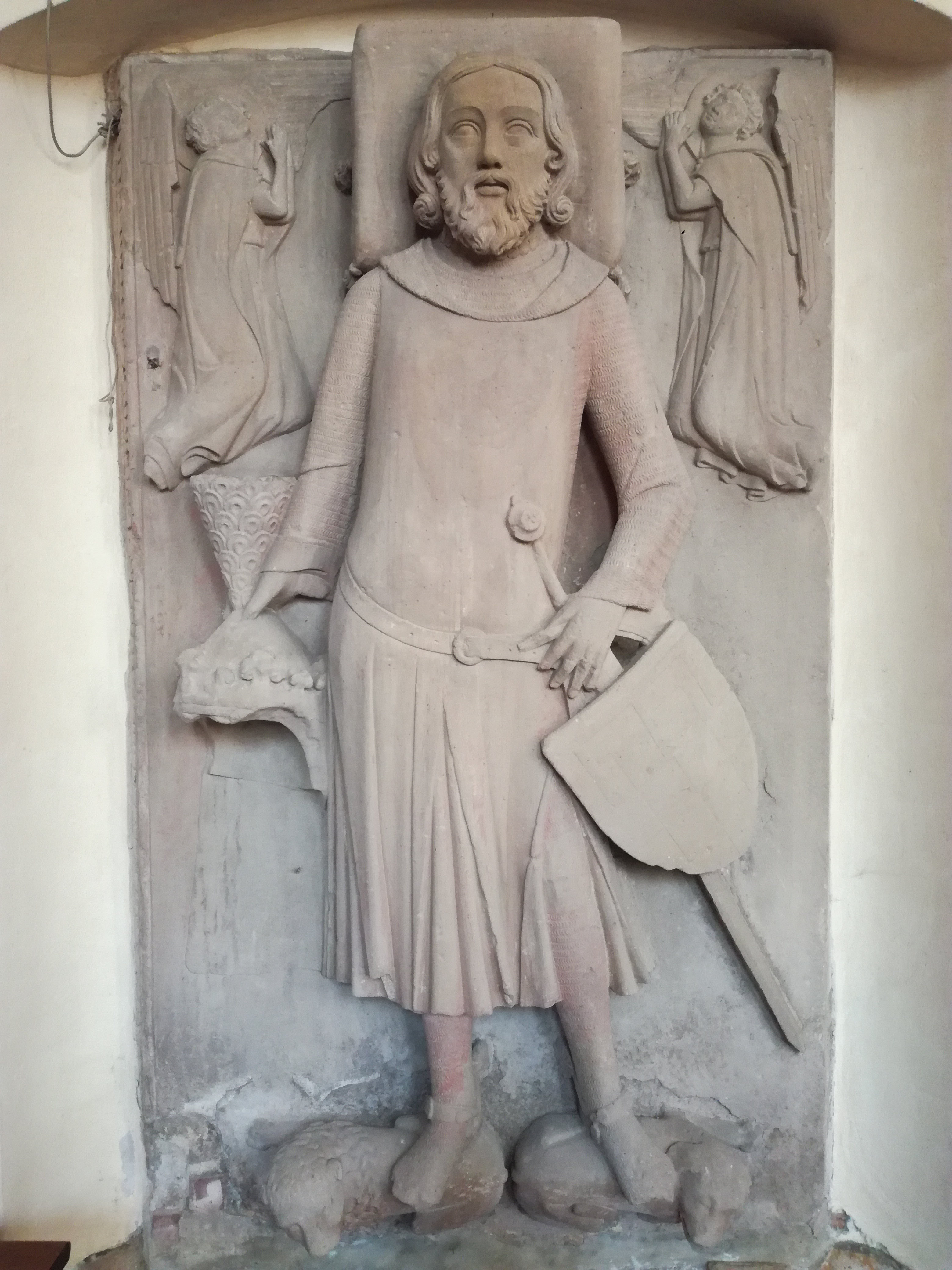
Tumbadeckel mit Darstellung von Graf Johann II. von Sponheim († 1340)

## Ausstattung
In der Kirche befindet sich ein monumentaler Hochaltar in mainfränkischem Barock von 1714. Er ist das älteste nachweisbare Exemplar aus der Werkstatt des Kreuznacher Karmeliterklosters und verwandt mit den Hochaltären in der katholischen Pfarrkirche St. Michael in Kirchberg (Hunsrück), der ehemaligen Stiftskirche in Ravengiersburg und den Seitenaltären der katholischen Pfarrkirche St. Josef in Simmern/Hunsrück. Das Chorgestühl von 1716 und der um 1730 entstandene Sakristeischrank mit prächtiger Akanthus-Schnitzerei stammen beide aus einer anderen, bisher noch unbekannten, Werkstatt. Die Kanzel mit Lindenholzfiguren der vier Evangelisten und einer Statue des guten Hirten auf dem Schalldeckel wurde um 1720 im Stil kurpfälzischer Bildhauer gefertigt, die Beichtstühle entstanden um 1770, die frühklassizistisch strenge Ewig-Licht-Lampe um 1780. Unter den Skulpturen sind zwei Werke des Mainzer Bildhauers Johann Georg Biterich (* 1724, Mainz; † 1789, Mainz) hervorzuheben: eine um 1780 entstandene Immaculata, die am Fest Mariä Aufnahme in den Himmel traditionell bei der Lichterprozession mitgeführt wird, und eine Hl. Mutter Anna, die leider durch eine moderne Farbfassung entstellt ist.

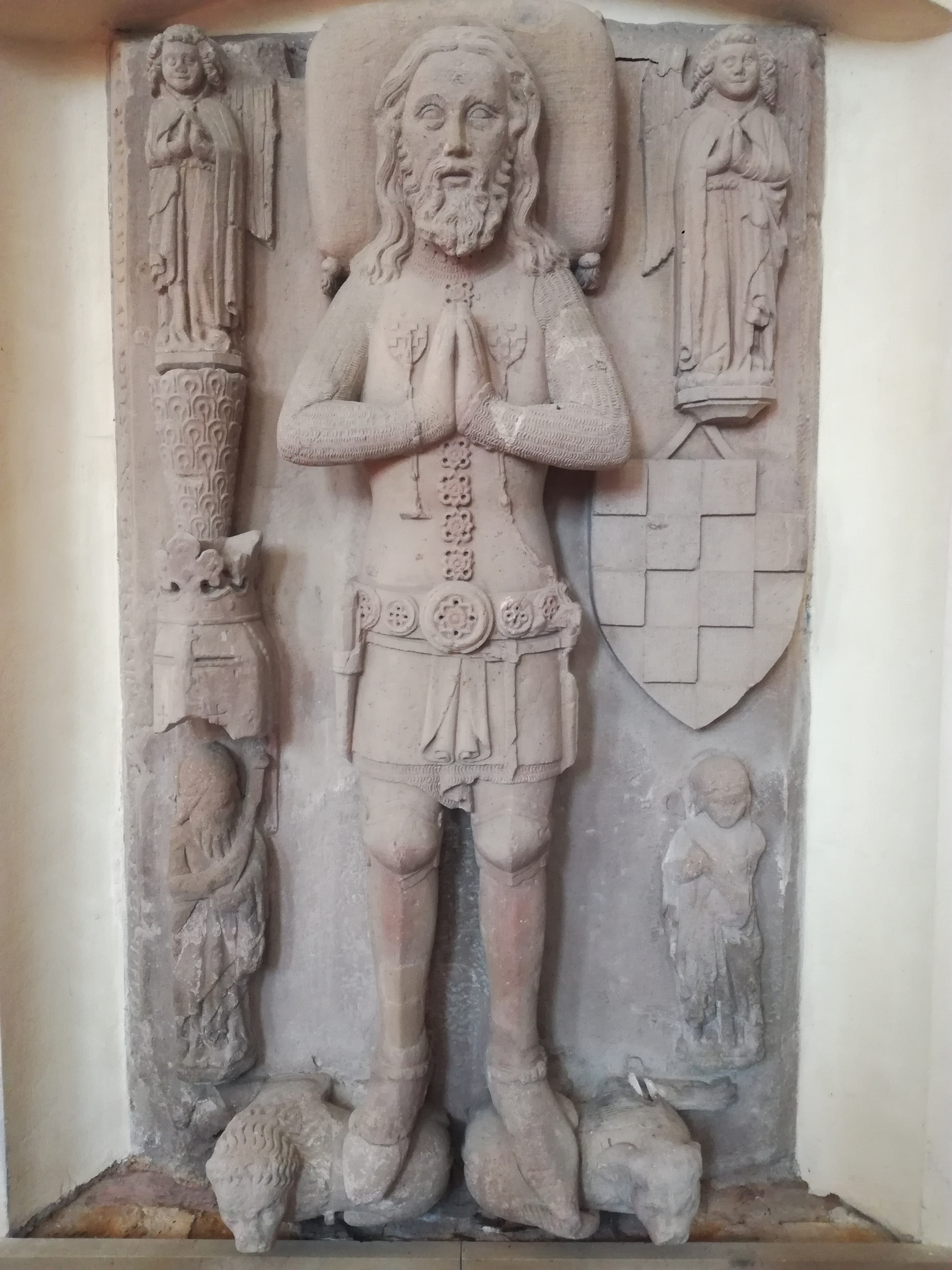
Tumbadeckel mit Darstellung von Graf Walram von Sponheim († 1380)

Die Stiftskirche war Grablege der Grafen von Sponheim-Kreuznach. Begraben sind hier Graf Simon I., genannt der Ältere († 1264), Graf Johann I., genannt der Lahme († 1291), Graf Johann II. († 1340) und Graf Walram († 1380). Die monumentalen Tumbadeckel (ca. 2,15 m × 1,15 m) der beiden letztgenannten Grafen sind noch erhalten.
Der um 1240 entstandenen Pfaffen-Schwabenheimer Deesis kommt als einem der ältesten steinernen Altarretabel in Deutschland große Bedeutung zu.
Die südlich an den Chor angebaute Sakristei wurde 1723 fertiggestellt. Zwei Wände werden fast ganz von einem L-förmigen Sakristeischrank aus Eiche mit aufwändigen Akanthus-Schnitzereien und eingebautem Beichtstuhl um 1730 eingenommen. An den Wänden und an der Decke sind Stuckreliefs von Marx Greibner (auch: Greupner), einem Meister der Mainzer Bandelwerkschule, angebracht, die das Leben Christi zeigen. Im Oratorium über der Sakristei zeigt eine Bildnisfolge aus dem späten 18. Jahrhundert die Pröpste seit 1468.

### Orgel
Die Orgel ist das bei weitem bedeutendste Ausstattungsstück aus dem Barock. Es handelt sich um die einzige erhaltene Orgel aus der Werkstatt des Matthäus Heilmann (* 1744; † 1817), einem Meister der Mainzer Orgelbauschule. Da die Mainzer Orgelbauschule sich an böhmischen Vorbildern orientierte, stellt die von 1777 bis 1779 erbaute, von romantisierenden Umbauten weitestgehend verschont gebliebene Heilmann-Orgel eine wertvolle Bereicherung der rheinhessischen Orgellandschaft dar, die u. a. durch die Werke der Orgelbauerfamilien Stumm aus Rhaunen-Sulzbach; Onimus und Kohlhaas aus Mainz, Geib aus Saarbrücken bzw. Frankenthal sowie der Mainzer Orgelbauer Johann Jakob Dahm und Johann Anton Ignaz Will geprägt ist. Die Heilmann-Orgel gehört zu den wenigen barocken Orgeln der Region, die noch die einen über 80-prozentigen Originalbestand an Pfeifen, einschließlich sämtlicher Prospektpfeifen, aufweist. Aus dem historischen Bestand sind außerdem noch das Gehäuse, die Spiel- und Registermechanik, die Spielanlage und die Windlade erhalten.
Die Heilmann-Orgel wurde 1847 aus der kath. Pfarrkirche St. Aureus und Justina in Bingen-Büdesheim für die damals simultan genutzte Stiftskirche erworben und von dem bedeutenden Heilbronner Orgelbauer Johann Heinrich Schäfer (* 1810; † 1877) in Pfaffen-Schwabenheim aufgebaut. Für den Ankauf legten sowohl die evangelische als auch die katholische und sogar die politische Gemeinde von Pfaffen-Schwabenheim zusammen.
Am 2. Oktober 1967 wurden Einspielungen mit dem Organisten Wilhelm Krumbach für den Rundfunk des Südwestfunks, Landesstudio Mainz, aufgenommen.
Die denkmalpflegerische Restaurierung der Heilmann-Orgel ist eines der Großprojekte der Fördergemeinschaft Kirchen, Klosteranlagen und Kulturdenkmäler Pfaffen-Schwabenheim e. V. (siehe Weblinks)
| I Hauptwerk C–f3 |               |       |
| 1.               | Principal     | 8′    |
| 2.               | Gambe         | 8′    |
| 3.               | Gross Gedackt | 8′    |
| 4.               | Oktave        | 4′    |
| 5.               | Salicional    | 4′    |
| 6.               | Oktave        | 2′    |
| 7.               | Mixtur III    |       |
| 8.               | Quinte        | 2 ⁄3′ |
| 9.               | Cymbel IV     |       |
| 10.              | Trompete      | 8′    |

| II Brustwerk C–f3 |                 |    |
| 11.               | Gedackt         | 8′ |
| 12.               | Principal       | 4′ |
| 13.               | Kleingedackt    | 4′ |
| 14.               | Oktave          | 2′ |
| 15.               | Sesquialtera II |    |
| 16.               | Krummhorn       | 8′ |
| 17.               | Mixtur IV       |    |

| Pedalwerk C–f1 |               |     |
| 18.            | Subbass       | 16′ |
| 19.            | Quintadenbass | 16′ |
| 20.            | Principalbass | 8′  |
| 21.            | Violoncello   | 8′  |
| 22.            | Flötenbass    | 4′  |

## Sonstiges
Im Jahre 2013 wurden für konservatorische Maßnahmen an der Fassade des spätromanischen Ostchors Mittel aus dem Denkmalschutz-Sonderprogramm IV des Beauftragten der Bundesregierung für Kultur und Medien, des Staatsministers Bernd Neumann, bereitgestellt.
Am 6. Juli 2014 veranstalteten der Deutschlandfunk und die Deutsche Stiftung Denkmalschutz ein Grundton D-Benefizkonzert mit dem Jazz-Trompeter Nils Petter Molvær und dem Vocal-Sextett Nordic Voices in der Klosterkirche, das am 20. Oktober 2014 im Deutschlandfunk übertragen wurde.
Zum Fest der Aufnahme Mariens in den Himmel (Mariä Himmelfahrt) am 15. August findet alljährlich eine Wallfahrt zum Gnadenbild „Sancta Maria de Pace (Maria, Königin des Friedens)“ statt.
An der Bundesautobahn 61 weisen Touristische Hinweisschilder auf das Gebäude hin.